# Inocybe tarda
Inocybe tarda är en svampart som tillhör divisionen basidiesvampar, och som beskrevs av Kühner ss. Stangl. Inocybe tarda ingår i släktet Inocybe, och familjen Crepidotaceae. Arten är reproducerande i Sverige.